# Maçarico-de-bico-comprido
O maçarico-de-bico-comprido ou maçarico-bicudo é uma grande ave limícola norte-americana da família Scolopacidae. Esta espécie também era chamada de "pássaro-foice" e "pássaro-vela". A espécie se reproduz na América do norte central e ocidental, migrando para o sul e para o litoral durante o inverno.